# Miconia phlebodes
Miconia phlebodes är en tvåhjärtbladig växtart som beskrevs av John Julius Wurdack. Miconia phlebodes ingår i släktet Miconia och familjen Melastomataceae. Inga underarter finns listade i Catalogue of Life.